# Christine Zitzmann

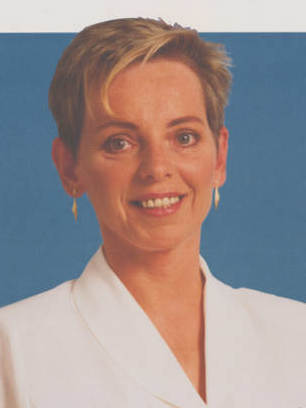
Christine Zitzmann im Jahr 1994

Christine Zitzmann (* 16. Mai 1954 in Steinach/Thüringen) ist eine deutsche Politikerin (parteilos, bis 2013 CDU). Sie war von 1994 bis 2006 Mitglied des Thüringer Landtags und von 2006 bis 2018 Landrätin des Landkreises Sonneberg.

## Ausbildung und Beruf
Christine Zitzmann machte 1970 bis 1972 eine Ausbildung zur Sprechstundenschwester und arbeitete nach ihrem Examen der Krankenschwester 1973 bis 1983 als Fachkrankenschwester in der allgemeinen Krankenpflege. 1982 bis 1987 war sie Stationsschwester und 1987 bis 1989 Leitende Schwester.

## Politik
Christine Zitzmann war bis zum 12. April 2013 Mitglied der CDU und dort Mitglied im Landesvorstand der CDU Thüringen. Sie war auch Mitglied des Landesvorstandes der Frauenunion und Kreisvorsitzende der Frauenunion Sonneberg.
Nach der Wende wurde sie 1990 zur Dezernentin für Soziales, Kultur, Bildung und Wohnungswesen der Stadt Sonneberg gewählt. Aus diesem Amt schied sie 1994 aus, nachdem sie für den Wahlkreis Sonneberg I in den Thüringer Landtag gewählt wurde. Im Landtag war sie Vorsitzende des Petitionsausschusses. 2006 schied sie aus dem Landtag aus, nachdem sie zur Landrätin des Landkreises Sonneberg gewählt wurde.
Christine Zitzmann ist bekennende Fränkin im heutigen Südthüringen. Sie setzte sich erfolgreich für den Beitritt des Landkreises Sonneberg in die Metropolregion Nürnberg und die Gründung des Tourismusvereins Coburg/Rennsteig ein. Zur Anerkennung ihrer gesamtfränkischen Verdienste verlieh ihr der Fränkische Bund am 27. Oktober 2015 im Sonneberger Landratsamt die Frankenmedaille.
Bei den Kommunalwahlen in Thüringen 2018 trat sie nicht wieder an. Zu ihrem Nachfolger als Landrat wurde am 29. April 2018 Hans-Peter Schmitz gewählt.